# Canephora hirsuta
Canephora hirsuta là một loài bướm đêm thuộc họ Psychidae. Nó được tìm thấy ở châu Âu. The female has no wings.
The wingspan of the male is 20–25 mm. Con trưởng thành bay làm một đợt từ tháng 5 đến tháng 7.
Ấu trùng ăn shrubs, deciduous trees và herbaceous plants.

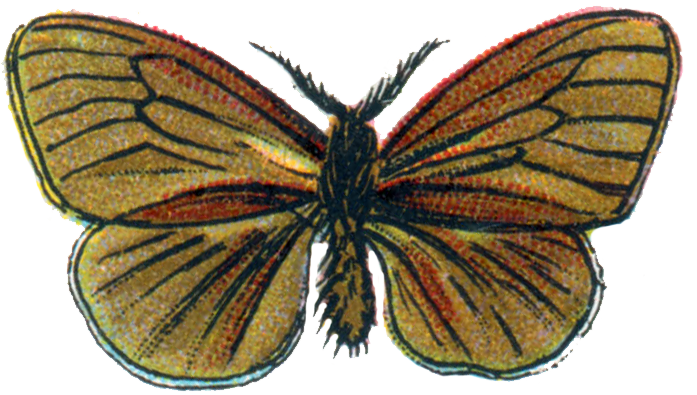
Illustrated adult
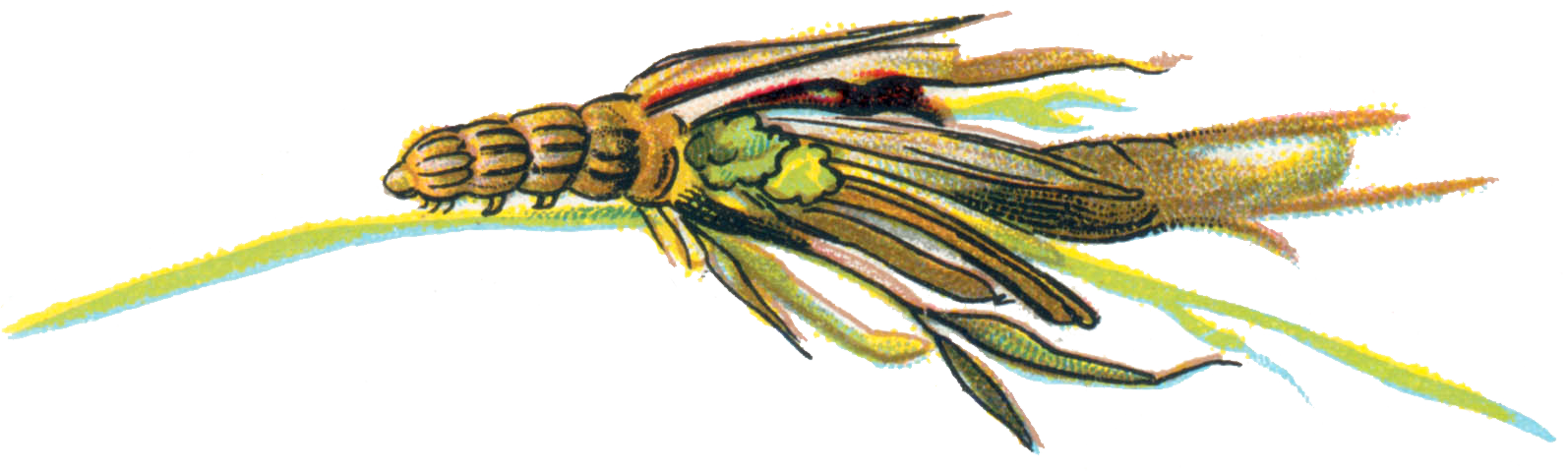
Illustrated caterpillar